# 守谷市立高野小学校
守谷市立高野小学校（もりやしりつ こうやしょうがっこう）は、茨城県守谷市高野に所在する市立小学校。創立140年を超え、守谷市内にある小中学校の中でも一番古い学校である。

## 沿革
- 1874年 - 高野小学校開校。
- 1877年 - 守谷小学校と合併。
- 1889年 - 守谷小学校から分離。高野尋常小学校に改称。
- 1913年 - 高野村高野尋常高等小学校に改称。
- 1941年 - 高野村高野国民学校に改称。
- 1947年 - 高野村高野小学校に改称。
- 1955年 - 守谷町との合併により、守谷町立高野小学校に改称。
- 1994年 - 学区内の人口増加の為、松ケ丘小学校を当校と守谷小学校と合併。
- 2002年 - 市制施行により、守谷市立高野小学校に改称。
- 2010年‐高野小学校内完全バリアフリー化。

## 教育目標
『未来を生きるたくましい子どもを育てる』
やる気　けじめ　思いやり

## 学区
- 守谷市
  - 乙子（郷州小学校の通学区域の乙子の一部を除く）
  - 鈴塚（松ケ丘小学校の通学区域を除く）
  - けやき台二・三・四丁目
  - 美園三・四・五丁目
  - 高野
  - 鈴塚

当小学校を卒業し、市立中学校に進学する場合は進学先はけやき台中学校となる。学区内に常総ニュータウン南守谷、ヒルズ美園がある。

## 交通
- 関東鉄道常総線南守谷駅徒歩30分
- コミュニティバス｢モコバス｣Bルート「高野小学校前」下車徒歩0分
- 関東鉄道バス・「けやき台三丁目」下車 徒歩10分